# Saint-Benoît-sur-Loire
Saint-Benoît-sur-Loire is een oud vissersdorpje aan de rivier de Loire in Frankrijk in het departement Loiret. Het dorpje is vooral bekend door de Benedictijner abdij van Fleury. In deze plaats is ook de heilige Benedictus van Nursia begraven.
Het dorpje ligt aan de noordoever van de Loire, tussen Châteauneuf-sur-Loire en Gien, circa 40 km ten oosten van Orléans. Saint-Benoît-sur-Loire telde op 1 januari 2022 1.993 inwoners.

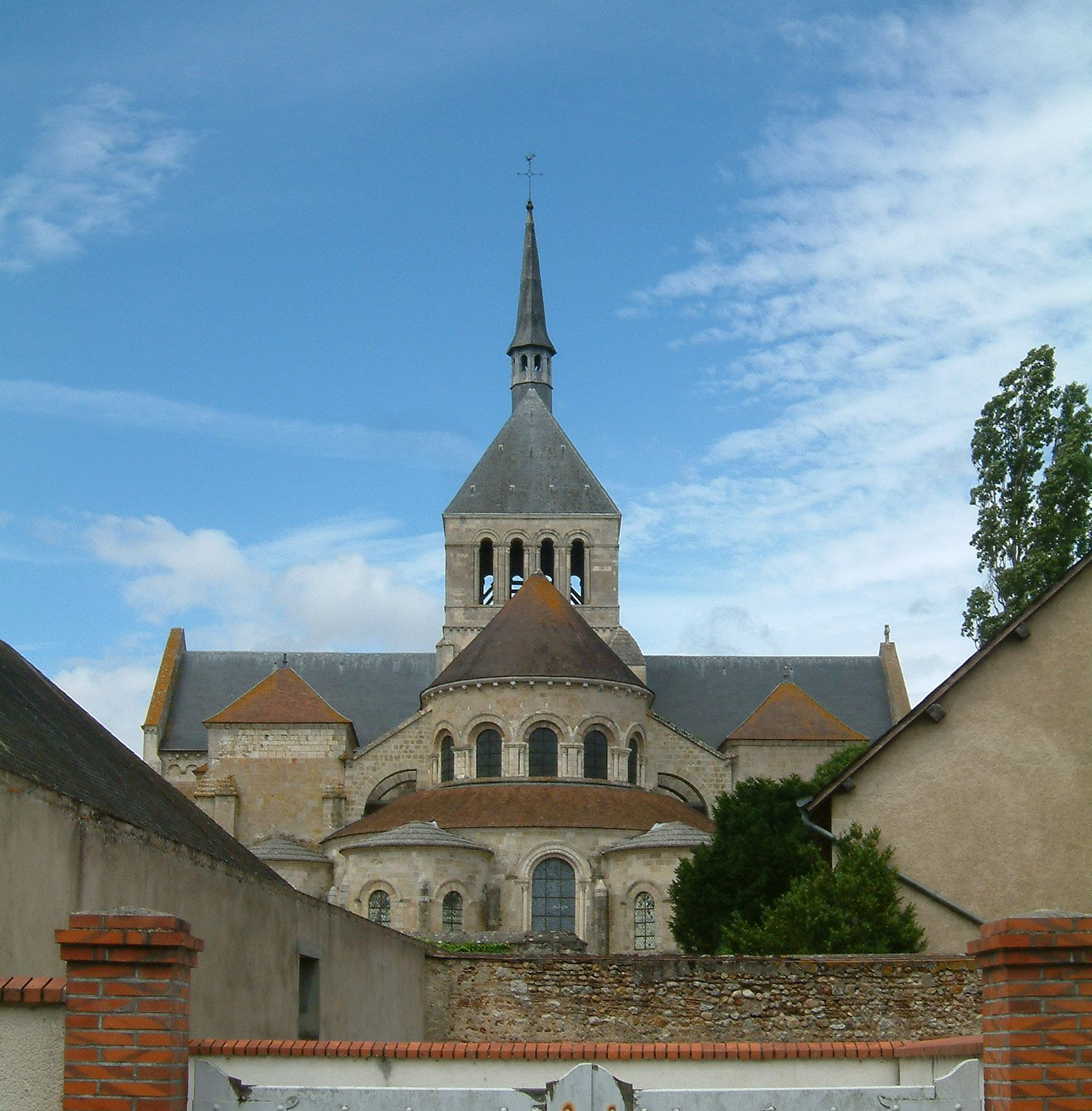
Zicht op de abdij van Fleury
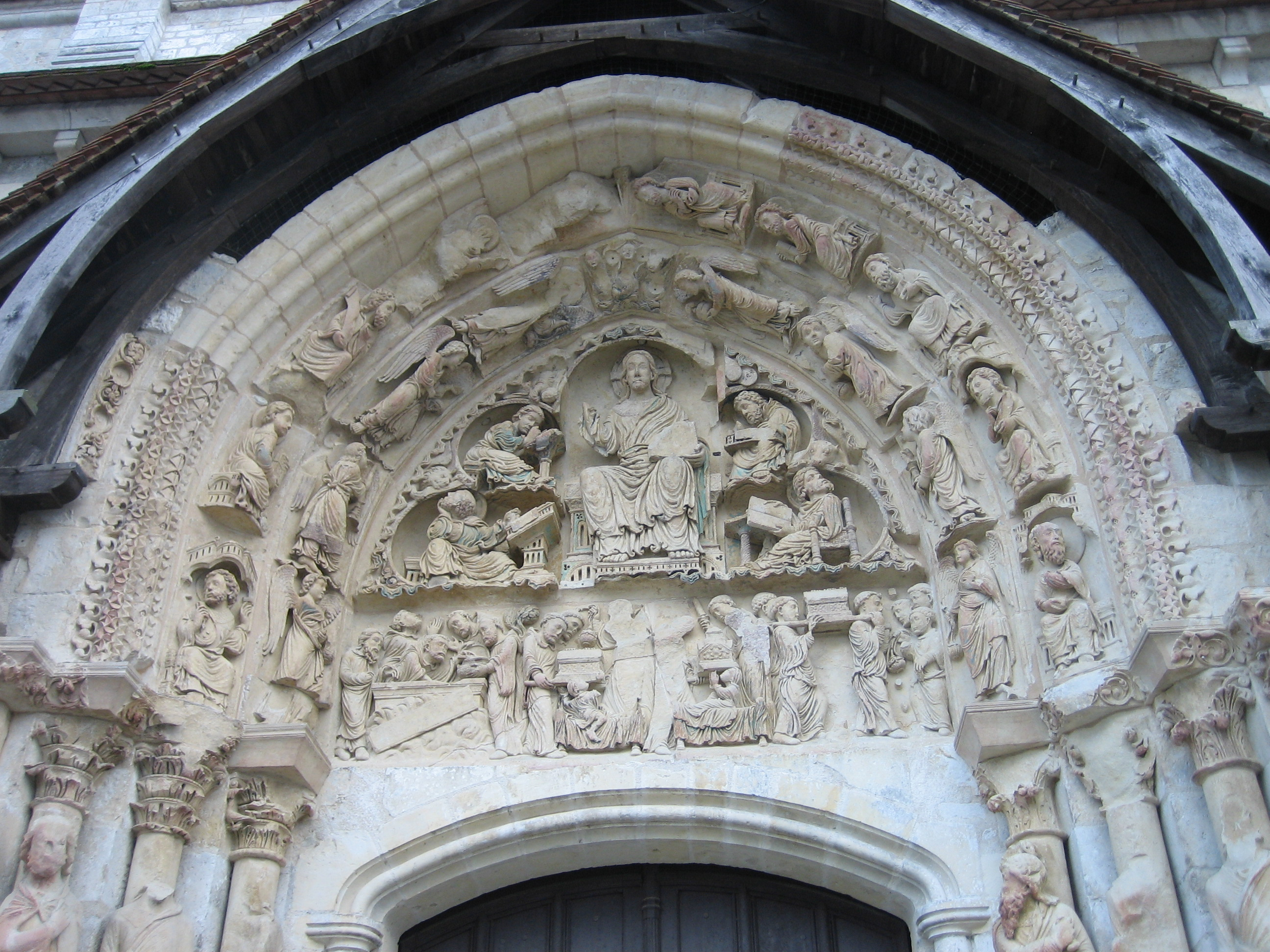
Timpaan van de basiliek Saint Benoît

## Geografie
De oppervlakte van Saint-Benoît-sur-Loire bedroeg op 1 januari 2022 18,27 vierkante kilometer; de bevolkingsdichtheid was toen 109,1 inwoners per km².

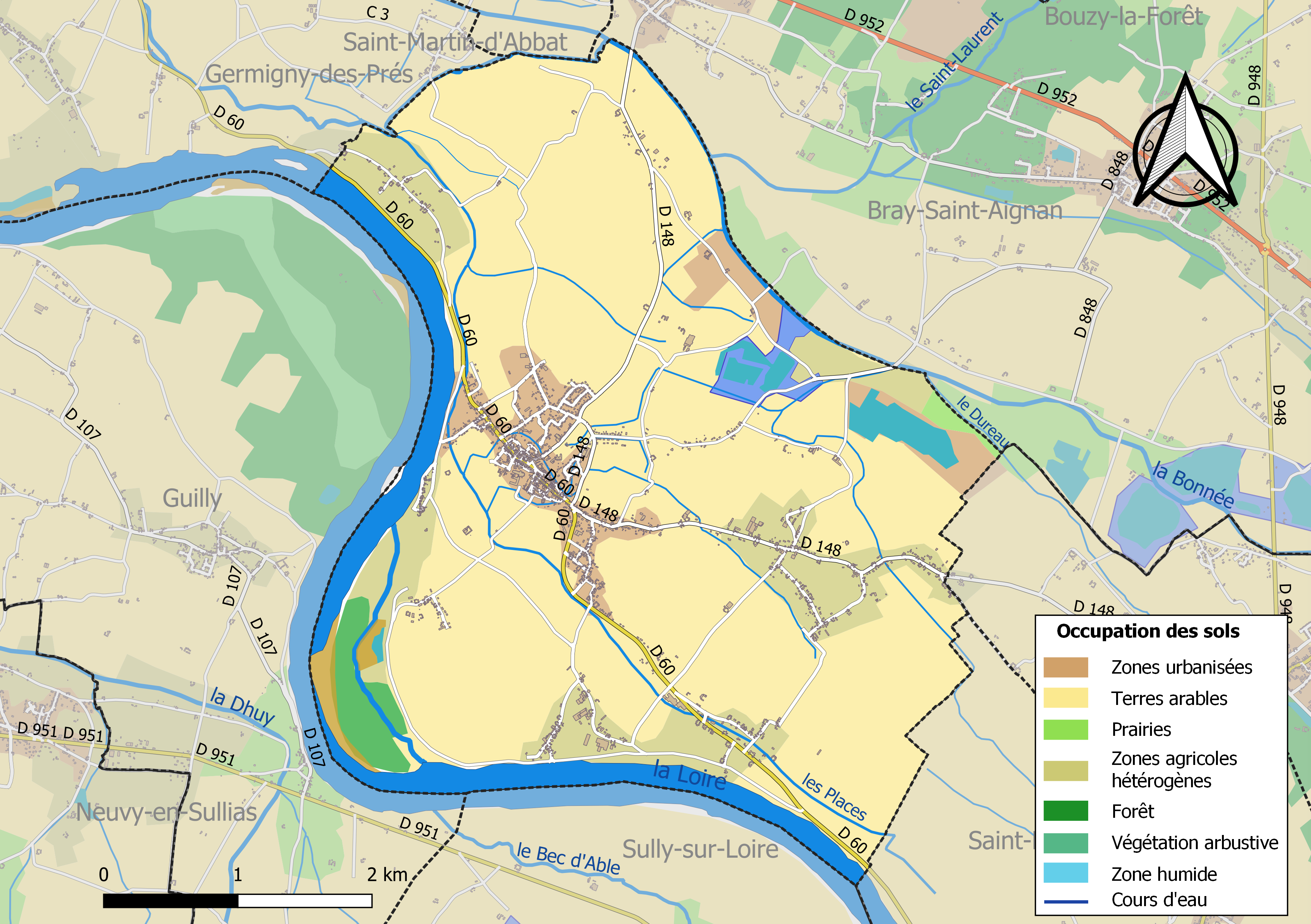
Kaart van de gemeente met de belangrijkste infrastructuur, bodemgebruik en omliggende gemeenten

## Demografie
Onderstaande figuur toont het verloop van het inwonertal (bron: INSEE-tellingen).